# Laser

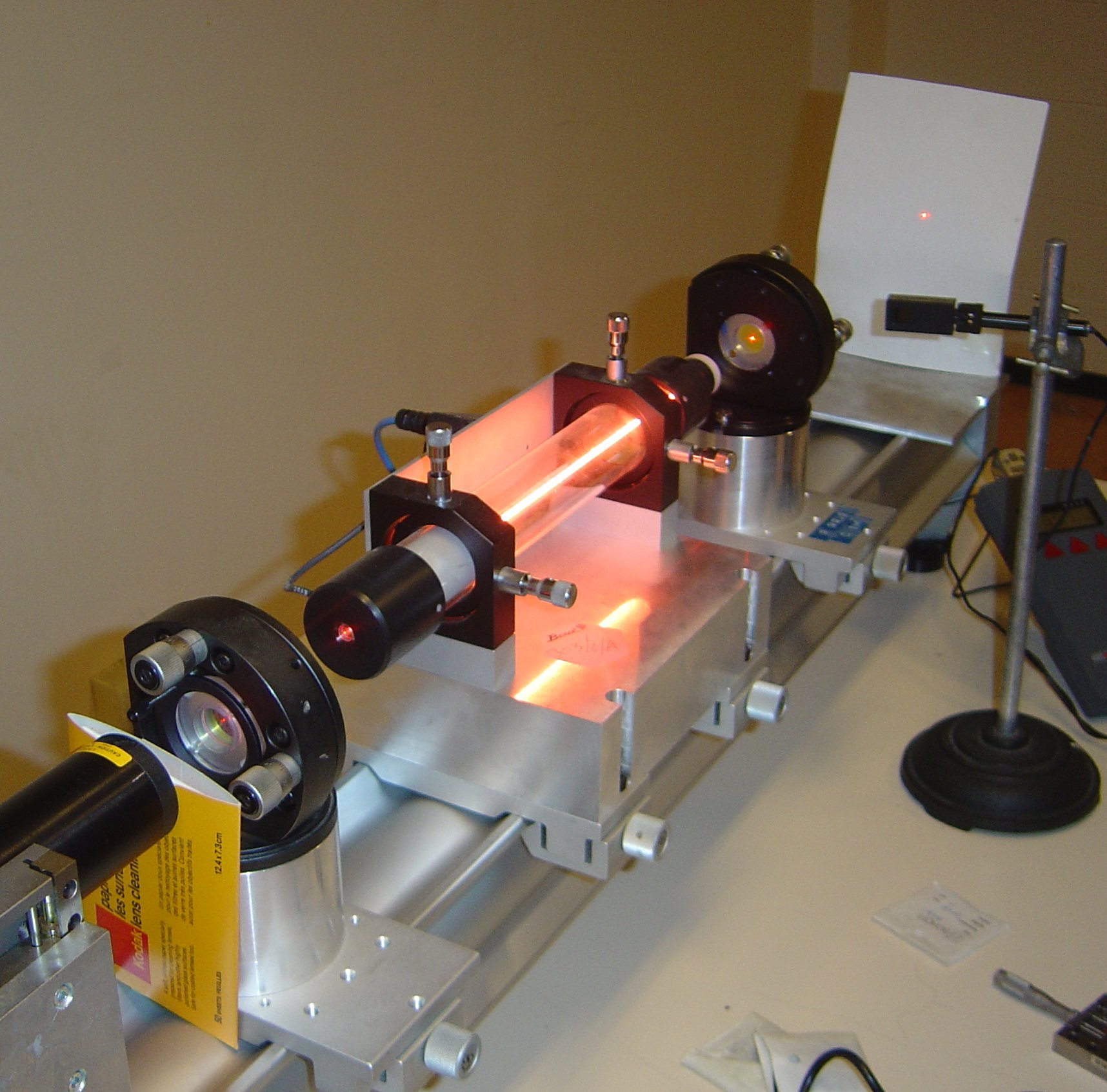
Helium-neonový laser

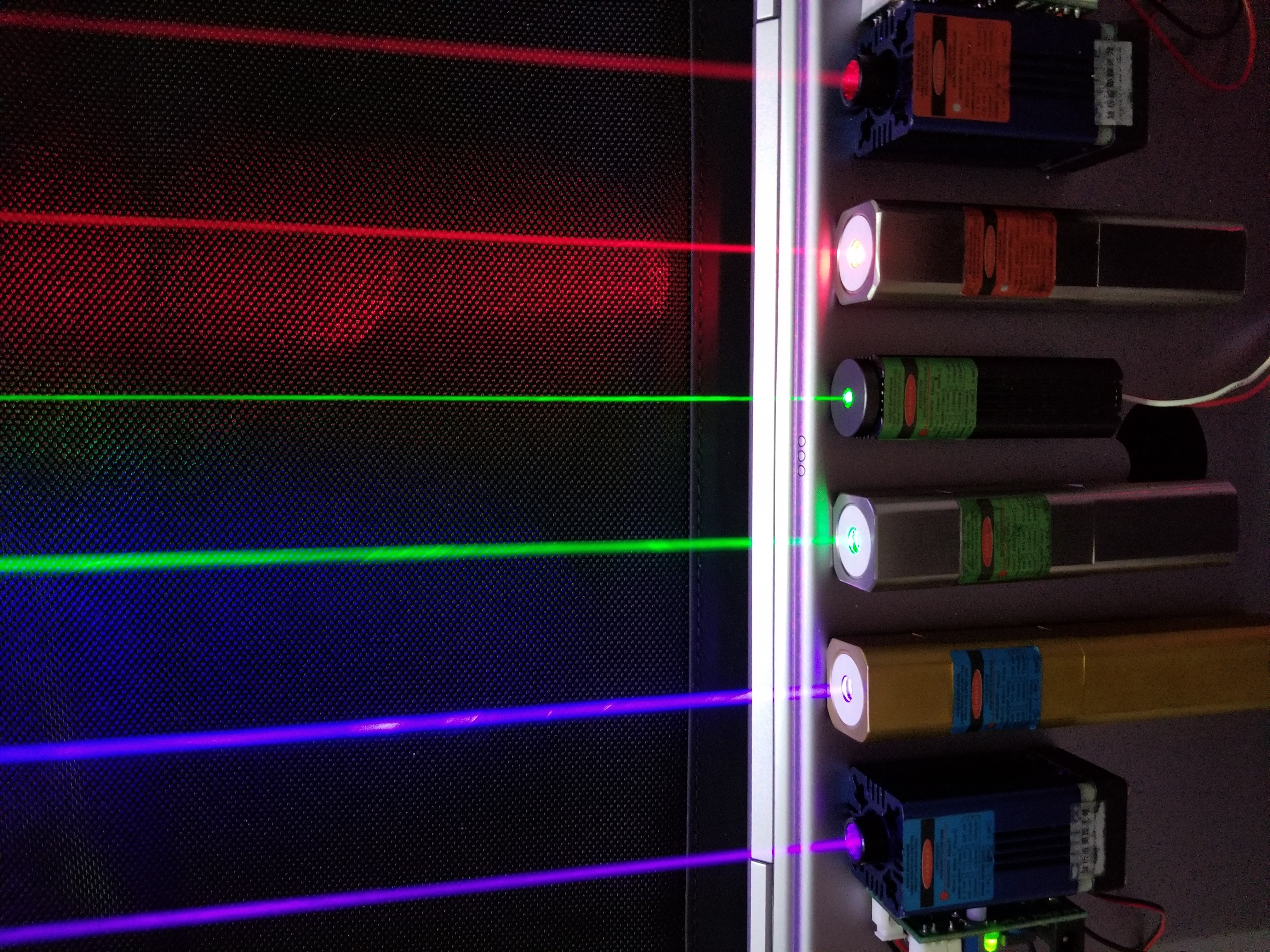
Červený (660 & 635 nm), zelený (532 & 520 nm) a modrofialový (445 & 405 nm) laser

Laser (akronym z anglického Light Amplification by Stimulated Emission of Radiation, tj. „zesilování světla stimulovanou emisí záření“) je optický zdroj elektromagnetického záření tj. světla v širším smyslu. Světlo je z laseru vyzařováno ve formě úzkého svazku; na rozdíl od světla přirozených zdrojů je koherentní a monochromatické, z toho tedy vyplývá, že laser je optický zdroj emitující fotony v koherentní paprsek. Princip laseru využívá zákonů kvantové mechaniky a termodynamiky.

## Princip laseru
Laser je tvořen aktivním prostředím (1), rezonátorem (3,4) a zdrojem energie (2).
Zdrojem energie, který může představovat například výbojka, je do aktivního média dodávána („pumpována“) energie. Ta energeticky vybudí elektrony aktivního prostředí ze základní energetické hladiny do vyšší energetické hladiny, dojde k tzv. excitaci. Takto je do vyšších energetických stavů vybuzena většina elektronů aktivního prostředí a vzniká tak tzv. inverze populace.
Při opětném přestupu elektronu na nižší energetickou hladinu dojde k vyzáření (emisi) kvanta energie ve formě fotonů. Tyto fotony následně interagují s dalšími elektrony inverzní populace, čímž spouštějí tzv. stimulovanou emisi fotonů, se stejnou frekvencí a fází, i u nich.
Díky umístění aktivní části laseru do rezonátoru, tvořeného například zrcadly, dochází k odrazu paprsku fotonů a jeho opětovnému průchodu prostředím. To dále podporuje stimulovanou emisi, a tím dochází k exponenciálnímu zesilování toku fotonů. Výsledný světelný svazek pak opouští rezonátor průchodem skrze výstupní polopropustné zrcadlo.
Ke vzniku oscilací a generování laserového výstupu však musí být splněna tzv. prahová podmínka minimálního zisku, která říká, že během periody oběhu fotonu rezonátorem musí být hustota fotonů v rezonátoru rovna, nebo větší, než počáteční stav (jinak by nebylo možné z rezonátoru odvádět energii).
{\displaystyle R_{1}R_{2}\exp {(\alpha -\beta )2l}\geq 1}
Kde R1 a R2 jsou reflektivity zrcadel rezonátoru, α je koeficient zesílení, β je souhrnný koeficient ztrát a l je délka rezonátoru.

## Historie
Princip laseru fyzikálně popsal už v roce 1917 Albert Einstein, ale první laser vznikl až v roce 1960.
Předchůdcem laseru byl maser, zařízení které pracuje na stejném principu (stimulovaná emise), avšak generuje mikrovlnné záření. První maser sestavil Charles Townes, J. P. Gordon a H. J. Zeiger v roce 1953. Tento prototyp však nebyl schopný fungovat nepřetržitě.
V roce 1960 Theodore H. Maiman v USA poprvé předvedl funkční laser. Jako aktivní prostředí použil krystal rubínu s využitím tří energetických hladin; laser proto mohl pracovat pouze v pulsním režimu. V roce 1963 C. Kumar N. Patel vynalezl plynový CO2 laser.
Sovětští fyzici Nikolaj Basov a Alexandr Prochorov pracovali nezávisle na problému kvantového oscilátoru a vyřešili problém nepřetržitého výstupu záření tím, že použili více než dvě energetické hladiny a umožnili tím ustanovení populační inverze. V roce 1964 obdrželi Charles Townes, Nikolaj Basov a Alexandr Prochorov společně Nobelovu cenu za fyziku „za zásadní výzkum v oboru kvantové elektroniky, který vedl ke konstrukci oscilátorů a zesilovačů založených na principu maserů a laserů“.

## Součásti laseru

Konstrukce laseru:
1. Aktivní prostředí
2. Čerpání aktivního prostředí
3. Odrazné zrcadlo
4. Polopropustné zrcadlo
5. Laserový paprsek

### Rezonátor
Ve většině laserů světlo opakovaně prochází tzv. rezonátorem – optickou dutinou vymezenou zrcadly. V nejobvyklejších případech je rezonátor tvořen dvěma zrcadly, z nichž je jedno zcela odrazivé a druhé částečně propustné (aby světlo vznikající v laseru mohlo unikat ven a laser tak svítil). Existují také kruhové rezonátory.
Jako nepropustné zrcadlo se obvykle používá dielektrické zrcadlo, zvláště ale pro delší vlnové délky (μm) není ale dielektrická struktura realizovatelná a proto se používá leštěný kov, např. zlato nebo měď. V některých případech (laserová dioda) má dostatečnou odrazivost samotné rozhraní aktivního prostředí se vzduchem, neboť reflexivita rozhraní závisí na indexu lomu materiálu podle Fresnelových vzorců.
Některé lasery s dostatečně velkým ziskem v aktivním prostředí rezonátor nepotřebují a pracují v režimu zesílené spontánní emise – to znamená, že záření stačí jediný průchod k získání dostatečné intenzity. Patří mezi ně např. dusíkový nebo měděný laser. Rezonátor se samozřejmě také běžně nepoužívá u laserových zesilovačů, které slouží jen k průchodovému zesilování vstupujícího koherentního svazku.
Zrcadla v rezonátoru zdaleka nemusí být rovinná. Naopak, v řadě případů je výhodné použít nejen konkávní, ale i konvexní zrcadla. Stabilita záření v rezonátoru závisí na poloměrech křivosti zrcadel a délce rezonátoru.

#### Stabilita
Pro klasifikaci stability rezonátoru jsou pak zaváděny dva bezrozměrné parametry g1 a g2
{\displaystyle g_{1}=1-{\frac {L}{r_{1}}},\qquad g_{2}=1-{\frac {L}{r_{2}}}}
Rezonátor je stabilní v případě že splňuje podmínku {\displaystyle 0<g_{1}\cdot g_{2}<1}. r1 a r2 jsou poloměry křivosti zrcadel rezonátoru a L je vzájemná vzdálenost zrcadel.

#### Doba života fotonu v rezonátoru
Časový pokles celkové energie záření uvnitř rezonátoru může být zpravidla popsán
exponenciálním zákonem:
{\displaystyle U(t)=U_{0}\cdot \exp {\left(-{\frac {t}{\tau _{c}}}\right)}}
Kde τc je doba života fotonu v rezonátoru. Ta obecně závisí na ztrátách v rezonátoru. V ideálním případě je ji možné exaktně vyjádřit na základě reflektivity zrcadel rezonátoru R1,
R2.
{\displaystyle \tau _{c}={\frac {2L}{c\cdot \ln \left({\frac {1}{R_{1}R_{2}}}\right)}}}

#### Činitel jakosti rezonátoru
Vyjadřuje míru schopnosti rezonátoru uchovat energii. Čím menší jsou ztráty rezonátoru, tím
větší je doba života fotonu v rezonátoru (foton se v rezonátoru déle „udrží“) a tím je také větší
činitel jakosti rezonátoru Q (schopnost uchovat energii je větší).
{\displaystyle Q={\frac {U(0)}{U(0)-U\left({\frac {T_{0}}{2\pi }}\right)}}=2\pi \left[1-\exp {\frac {-T_{0}}{\tau _{c}}}\right]^{-1}}
Ztrátové mechanismy kromě toho, že omezují dobu života fotonu v rezonátoru, zmenšují
intenzitu oscilací a omezují dobu oscilací, tak způsobují také rozšíření rezonanční frekvenční
čáry. Šířka spektrální čáry laseru ∆ν (definovaná jako šířka, na které intenzita záření klesne na 1/2
maximální hodnoty) je dána:
{\displaystyle \Delta \nu =\left(2\pi \tau _{c}\right)^{-1}}
Vztah mezi dobou života fotonu v rezonátoru a činitelem jakosti je potom následující
{\displaystyle Q={\frac {1}{\Delta \nu T_{0}}}}

### Aktivní prostředí
Aktivní prostředí je látka obsahující oddělené kvantové energetické hladiny elektronů; může se jednat o:
- plyn nebo směs plynů, hovoříme pak o plynových laserech
- monokrystal kde hladiny vznikají dopováním; takové lasery se nazývají pevnolátkové
- polovodič s p-n přechodem v případě diodových laserů
- organická barviva
- polovodičové multivrstvy – jsou základem kvantových kaskádních laserů (QCL)
- volné elektrony v případě laserů na volných elektronech

Elektrony mohou přecházet z vyššího do nižšího stavu, při současném vyzáření fotonu, jedním z dvou mechanismů:
- spontánní emise (foton se vyzáří samovolně)
- stimulovaná emise (okopíruje se jiný foton procházející atomem).

Ke spontánní emisi dochází při nízkém stupni obsazení vyšší hladiny; pro spuštění stimulované emise ve větším měřítku (generace laserového záření) je třeba čerpáním dosáhnout tzv. populační inverze, kdy vyšší hladina je obsazena více elektrony, než nižší.

### Příslušenství
- Součásti pro optické čerpání aktivního prostředí (např. pomocí elektrického proudu, výbojky, chemické reakce aj.)
- Chladič
- Měření výkonu, kalibrace zařízení
- Případně nelineární krystal měnící vlnovou délku

## Typy laserů
Následující tabulka shrnuje základní vlastnosti některých běžných typů laserů.
| Typ laseru            | Aktivní prostředí         | Vlnová délka            | Spektrální oblast        | Příklady použití                                    |
| Pevnolátkové          |                           |                         |                          |                                                     |
| Rubínový laser        | Rubín                     | 694,3 nm                | červená                  | holografie, odstraňování tetování                   |
| Nd:YAG laser          | Neodym, YAG               | 1064 nm                 | IR                       | litografie, chirurgie, strojírenství, spektroskopie |
| Ho:YAG laser          | Ho:YAG                    | 2,1 μm                  | IR                       | chirurgie, stomatologie                             |
| Er:YAG laser          | Erbium, YAG               | 2,94 μm                 | IR                       | chirurgie, stomatologie                             |
| Titan-safírový laser  | titan, safír              | 690–1000 nm             | červená, IR              | spektroskopie, fs pulsy                             |
| Alexandritový laser   | Alexandrit                | 700–800 nm              | červená, IR              | žíhání, řezání                                      |
| Barvivové             |                           |                         |                          |                                                     |
| Rhodamin 6G laser     | Rhodamin 6G               | 570–650 nm              | žlutá, oranžová, červená | dermatologie                                        |
| Kumarin C30 laser     | Kumarin C30               | 504 nm                  | zelená                   | oftalmologie, chirurgie                             |
| Plynové – Atomární    |                           |                         |                          |                                                     |
| He-Ne laser           | helium, neon              | 543 nm, 633 nm          | zelená, červená          | zaměřování polohy, spektroskopie                    |
| Měděný laser          | měď                       | 510 nm, 578 nm          | zelená                   | podmořská komunikace a lokace                       |
| Jodový laser          | jód                       | 342 nm, 612 nm, 1315 nm | viditelné, IR            | věda, termojaderná fúze                             |
| Xenonový laser        | xenon, neon, helium       | 140 vlnových délek      | viditelné, IR            |                                                     |
| Plynové – Iontové     |                           |                         |                          |                                                     |
| Argonový laser        | argon                     | 488 nm, 514 nm          | modrá, zelená            | oftalmologie, spektroskopie                         |
| Hélium-kadmiový laser | helium, kadmium           | 325 nm, 442 nm          | UV, modrá                | spektroskopie                                       |
| Plynové – Molekulární |                           |                         |                          |                                                     |
| Vodíkový laser        | vodík                     | 100–120 nm, 140–165 nm  | UV                       |                                                     |
| CO2 laser             | Oxid uhličitý             | 10,6 μm                 | IR                       | sváření, řezání, stomatologie, gravírování          |
| CO laser              | Oxid uhelnatý             | 5–6,5 μm                | IR                       |                                                     |
| Excimerové lasery     | ArF, KrCl, KrF, XeCl, XeF | 193–351 nm              | UV                       | oftalmologie, laserová ablace, fotolitografie       |
| Dusíkový laser        | dusík                     | 337 nm                  | UV                       |                                                     |
| Polovodičové          |                           |                         |                          |                                                     |
| GaAs laser            | GaAs                      | 650 nm, 840 nm          | červená, IR              | laserová ukazovátka, laserová tiskárna              |
| GaAlAs laser          | GaAlAs                    | 670–830 nm              | červená                  | telekomunikace, přehrávače CD, displeje             |
| AlGaInP laser         | AlGaInP                   | 650 nm                  | červená                  | přehrávače DVD                                      |
| GaN laser             | GaN                       | 405 nm                  | modrá                    | Blu-ray disky                                       |
| InGaAlP laser         | InGaAlP                   | 630–685 nm              | červená                  | lékařství                                           |

poznámka: UV ~ ultraviolet (ultrafialová), IR ~ infrared (infračervená)

## Použití laserů
Využití laserů je široké, zejména se jedná o následující obory:
- průmysl – řezání, vrtání, sváření a čištění (díky vysoké koherenci a monochromatičnosti laserového paprsku lze laserovým paprskem soustředit na malé ploše velké množství energie)[3]
- medicína – zejména v dermatologii (akné, vyšetření pigmentových znamének), stomatologii, oftalmologii, chirurgii a gynekologii
- vojenství – vojenské lasery (zbraňové systémy) pro pozemní vojsko, námořnictvo a letectvo s výkonem až 100 kW, označování cílů, navádění raket a munice ap.
- spotřební elektronika – tiskárny, záznamová média ap.
- datové přenosy prostřednictvím optických vláken
- výzkum
- kosmetika

### Použití laserového paprsku v dermatologii
Laser je zařízení používané pro neinvazivní laserovou terapii (LLLT, Low Level Laser Therapy). Lasery fungují na principu biostimulace – stimulují mitochondrie v buňkách k výrobě ATP (adenosintrifosfátu). ATP energizuje buňku a tak probíhá rychlejší reprodukce, což vede k větší produkci kolagenu. Softlaser rovněž podporuje výměnu přes buněčnou stěnu. Oba tyto efekty vedou ke zdravější kůži a snížení léčebné doby. Neinvazivní terapie nezpůsobuje bolest, poranění či zarudnutí.[zdroj⁠?!]

### Použití argonového laseru v oftalmologii
Průkopníkem v této oblasti byl Francis L’Esperance. V roce 1963 začal používat rubínového laseru při pokusech o léčení diabetické retinopatie.
L’Esperance odhalil, že krví je absorbováno jen zhruba 6–7% výkonu rubínového laseru, a v důsledku toho je potřeba minimálně 10 působení k vypálení poškozených cév sítnice. Na základě těchto poznatků se začalo s pokusy s argonovým laserem, který byl vyvinut krátce před jejich uveřejněním. Po několika experimentech se prvně v roce 1968 podařilo za pomoci 10wattového argonového laseru vyléčit pacienta s diabetickou retinopatií. Do konce 60. let se metoda výrazně rozšířila a jen v roce 1970 vyléčil dr. Arnall Patz 285 pacientů za použití tohoto přístupu. Nejvíce efektivním způsobem v průběhu let se stala metoda zvaná pan-retinalní ablace. Metoda používá kvazikontinuálního argonového laseru k odejmutí, nebo odpaření částí sítnice namísto přímé koagulace krevních cév. V současnosti je aplikace laseru k odstranění potíží s diabetickou retinopatií vedoucí disciplínou oftalmologie.
Další vadou, která se dá léčit za pomoci argonového laseru je zelený zákal. Léčba je často označována zkratkou ALT – Argon Laser Trabeculoplasty a úspěšně se provádí již řadu let, zvláště na pacientech, u kterých se nedaří kontrolovat oční tlak a zpomalit vývoj zákalu léky, nebo kteří, z jakéhokoliv důvodu, nemohou používat oční kapky nebo mají kontraindikace na používané medikamenty. Při léčbě zaměří lékař laserový paprsek do Schlemova kanálku (Trabe culoplasty), což je hlavní odvodný kanálek komorové vody z oka v záhybu mezi duhovkou a rohovkou. Ten pomocí 40–80 zásahů upraví tak, aby odváděl dostatek tekutiny a tím se docílí snížení očního tlaku.
Zákrok se provádí v podstatě ambulantně, znecitlivěno pomocí očních kapek a na rohovku je přiložena speciální čočka, která umožňuje zahnutí paprsku.

### Interakce laserového záření s tkání
Během interakce laserového záření s látkou dochází k fyzikálním
procesům: absorpce, reflexe, rozptyl a transmitance. V případě biologické tkáně se pro lasery v VIS a IR spektru nejvíce uplatňuje absorpce. Ve srovnání s tímto esenciálním jevem můžeme procesy reflexe a rozptylu zanedbat. Fyzikálně lze tento jev v jistém přiblížení popsat Lambertovým–Beerovým zákonem pro monochromatické záření
{\displaystyle I=I_{0}e^{-\mu _{A}l}}
kde I0 je vstupní intenzita záření, {\displaystyle \mu _{A}} je
koeficient absorpce a l je tloušťka vrstvy. Hloubka
průniku {\displaystyle \sigma } las. záření do tkáně je definována jako
vzdálenost, na které je intenzita laserového záření zeslabena na
{\displaystyle e^{-1}} své původní hodnoty.
{\displaystyle \sigma ={\frac {1}{\mu }}_{A}}
Interakci laserového záření s tkání lze rovněž popsat pomocí
mechanismů, jež jsou závislé na {\displaystyle \lambda }, intenzitě, expoziční době a druhu tkáně. Interakční mechanismy můžeme obecně rozdělit na:
Fotochemický mechanismus se uplatňuje při nízkých
intenzitách 0,1–10 W/cm2 las. záření. Dochází zde k
chemickým reakcím na makromolekulární úrovni. Využití nachází při
fotodynamické terapii a biostimulaci.
Fototermální mechanismus je typický pro kontinuální lasery o intenzitách las. záření v rozsahu 101−106 W/cm2. Různou kombinací expoziční doby a intenzity lze docílit tkáňových efektů jako např.
koagulace, karbonizace a odpaření.
Fotoablativní mechanismus je proces, při kterém dochází k přímému rozpadu molekulárních vazeb pomocí vysoce energetických fotonů UV záření např. u pulsních excimerových laserů. Intenzity se pohybují v řádech107−1010 W/cm2.
Fotoplazmatický mechanismus se uplatňuje při intenzitách nad 1011 W/cm2, při nichž vzniká plazma, která sama absorbuje záření, a dochází tak k expanzi a kolapsu plazmatického obláčku a k následným rázovým vlnám.

### Laser ve stomatologii
Ošetření laserem představuje jednu z modernějších a zároveň šetrných alternativ klasické vrtačky, kyret nebo ultrazvuků k odstranění zubního kamene a v neposlední řadě chirurgického skalpelu. Použití laseru ve stomatologii přináší mnohé léčebné výhody a možnosti pro lékaře a velmi široké spektrum bezbolestných zákroků pro pacienta.
Nejdůležitější fyzikální veličinou, která úzce souvisí s funkcí laseru a hlavně s jeho využitím v jednotlivých lékařských oborech, je vlnová délka. Právě vlnová délka přesně určuje, na jaké tkáně bude konkrétní laserový paprsek nejúčinnější, neboli v jakém prostředí se bude nejvíce vstřebávat. Ve stomatologii se nejčastěji používají 2 typy laserů.

#### Typy laserů pro stomatologii

##### Diodový laser
Nejlépe se vstřebává v tkáních, kde je přítomno červené krevní barvivo – hemoglobin. Proto je tento laser nejúčinnější při ošetření měkkých tkání jako je dáseň, sliznice nebo kůže. S tímto laserem však stomatolog nedokáže odstranit („odvrtat“) zubní kaz nebo zubní kámen.

##### Erbiový laser
Na rozdíl od diodového laseru se nejlépe vstřebává v tkáních obsahujících vodu. Protože voda je v určitém procentuálním zastoupení přítomna i v zubech, kostech, zubním kameni, atd., je erbiový laser pro zubního lékaře užitečným pomocníkem.
1. Záchovná stomatologie (léčba zubního kazu) – V záchovné stomatologii se laser používá k bezkontaktnímu (žádné vibrace, žádný tlak, žádný nepříjemný zvuk) odstranění zubního kazu, ke sterilizaci povrchu zubu před pečetěním žvýkacích plošek a k ošetření citlivých zubních krčků. Stejnou koncovku používá zubní lékař k léčbě oparů a aft.
2. Endodoncie (ošetření kořenového kanálku) – V endodoncii je používán laser ke sterilizaci kořenového kanálku při zánětu zubní dřeně. Touto laserovou koncovkou je rovněž možné proniknout přes kořenový hrot, pokud již zánět pronikl až do oblasti kolem kořenového hrotu.
3. Parodontologie (léčba zánětu dásní a přilehlé kosti) a implantologie – V parodontologii je používán laser k odstranění zubního kamene a sterilizaci zánětlivého okolí. Laserová koncovka nejprve vyhledá zubní kámen, přístroj vyhodnotí jeho velikost a vypočítá přesnou dávku pro jeho odstranění. Velikost dávky a přítomnost zubního kamene je zobrazena na displeji přístroje pro lepší orientaci zubního lékaře i pacienta. Díky diagnostice laserové sondy přístroj vysílá laserový paprsek pouze do míst, kde je přítomen zubní kámen, samotný povrch zubu zůstává nedotčený, což je velmi podstatné pro následnou regeneraci. Stejný efekt má laser i u zánětu dásně v okolí implantátů.
4. Chirurgie – V chirurgii se laser používá jako dokonalý chirurgický nůž. Výhodou je, že místo v okolí řezu nekrvácí, je sterilní a hojí se téměř bez jizvy.

#### Výhody ošetření laserem ve stomatologii
- zákroky vyžadují minimální množství anestetika nebo mohou být provedeny i bez anestezie
- nahrazuje klasickou vrtačku – žádné nepříjemné vibrace, zvuky a tlak během vrtání
- bezpečný a šetrný způsob odstranění zubního kamene včetně dokonalejší a rychlejší regenerace
- potlačuje bolest a otoky
- po chirurgickém zákroku není nutné ránu šít
- zastavuje krvácení během chirurgických zákroků
- rychlejší průběh hojení
- nepatrné tvoření jizev
- sterilizační efekt během zákroku

### Lasery ve výzkumu
Laserové paprsky nacházejí též bohaté uplatnění ve vědě a výzkumu. Jsou to například výzkum stavů hmoty za extrémních teplot a tlaků, laserové chlazení atomů, používané naopak při sledování chování částic za velmi nízkých teplot , a aplikace v chemii a biologii. Například laserovým paprskem o vysoké intenzitě lze uvést hmotu do stavu, podobnému prvním sekundám po Velkém třesku . V chemii a biologii lze laserovou spektroskopií sledovat chemické reakce téměř v reálném čase díky přesnému zaměření a přesně definované frekvenci, na které laserový zdroj vyzařuje .

## Bezpečnostní rizika

Bezpečnostní symbol laseru třídy 2 a vyšší

Pokud laser pracuje na určitých vlnových délkách, na které je schopno se oko soustředit a které mohou být dobře soustředěny sítnicí a rohovkou oka, pak může vysoká koherence a malý rozptyl laserového paprsku u některých typů laserů způsobit, že je přijímaný paprsek soustředěn pouze do extrémně malého bodu na sítnici. To vede k bodovému přehřátí sítnice a k trvalému poškození zraku. Lasery jsou rozděleny do bezpečnostních tříd:
- třída I: možný trvalý pohled do svazku laserového paprsku
- třída II: kontinuální a viditelné záření, přímý pohled do zdroje možný, oko ochrání mrkací reflex
- třída III:
  - a) totéž jako třída II, ale oko již může být poškozeno při pohledu do zdroje pomocí optické soustavy (např. dalekohled)
  - b) nebezpečí poškození oka, nutno používat ochranné pomůcky (i při pozorování odrazu), max. emise 0,5 W
- třída IV: totéž jako třída III b), emise překračuje výkon 0,5 W

Běžně dostupné lasery bývají maximálně ve třídě III (optické soustavy CD přehrávačů). Výkonné lasery (třídy IV) jsou schopné způsobit popáleniny, řezné nebo tržné rány, případně způsobit požár. Řada takových laserů je buzena nebezpečnými látkami nebo vysokým napětím v řádu desítek kilovoltů.